# Borgarståndets ledamöter vid riksdagen 1720
Vid riksdagen 1720 ingick följande ledamöter i borgarståndet. Städerna i borgarståndet var numrerade efter den rangordning som antogs 1710 och tillämpades även vid 1720 års riksdag. Om en stads namn ändrats sedan dess återges den här under sitt dåvarande namn.

### 1.Stockholm
- Anders von Hyltéen, justitieborgmästare (talman och riksdagsman 14–19/1 1720)[3]
- Jakob Bunge, rådman (talman fr.o.m. 22/1 1720)[4]
- Peter Aulævill, rådman (14–29/1 1720)[5]
- Melchior Beck, kanngjutare
- Johan Boström, stadssekreterare (från 5/2 1720)[6]
- Hans Dassau, handelsman
- Michael Nilssson Grubb, handelsman
- Martin Jäger, snörmakarålderman
- Johan Lampa, bryggarålderman
- Caspar Nettelbladh, handelsman
- Elias Torpadius, stadsnotarie

### 2.Uppsala
- Johan Starling, politieborgmästare (även för Enköping)[7]

### 3.Norrköping
- Jacob Ekbohm, borgmästare (intog sin plats 22/1 1720)[8]

### 4.Göteborg
- Jacob Sahlgren, handelsman

### 5.Malmö
- Jacob Montell, justitieborgmästare (även för Helsingborg, Skanör och Simrishamn)[9]

### 6.Landskrona
Se Kristianstad

### 7.Kalmar
- Peter Kråk, stadssekreterare

### 8.Åbo
- Carl Schaefer, rådman (även för Raumo)

### 9.Viborg
(Ingen riksdagsman)

### 10.Karlskrona
- Andreas Ebeltofft, borgmästare

### 11.Nyköping
- Jonas Malmberg, justitieborgmästare (även för Södertälje)

### 12.Västervik
- Niclas Budéen, politieborgmästare

### 13.Gävle
- Peter Folcker, justitieborgmästare

### 14.Visby
- Jakob Clerck, borgmästare

### 15.Falun
- Johan Holenius, justitieborgmästare (även för Sala och Säter)

### 16.Halmstad
- Gustaf Dahlborg, rådman (även för Laholm, Falkenberg och Kungsbacka)[10]

### 17.Kristianstad
- Anton Cortemeijer, handelsman (även för Landskrona)

### 18.Helsingborg
Se Malmö

### 19.Karlshamn
- Sakarias Runström, rådman (även för Sölvesborg)[11]

### 20.Ängelholm
Se Lund

### 21.Ystad
Se Lund

### 22.Marstrand
(Ingen riksdagsman)

### 23.Varberg
- Jonas Edman, kämnär i Göteborg (från 4/2 1720)[14] (även för Alingsås)

### 24.Helsingfors
- Henrik Tammelin, borgmästare

### 25.Västerås
- Jakob Jernstedt, borgmästare (även för Köping, Strängnäs och Mariefred)

### 26.Arboga
- Lars Ahlelöf, rådman

### 27.Örebro
- Jonas Hoffman, rådman[15]

### 28.Jönköping
- Gabriel Bubb, rådman

### 29.Linköping
- Johan Ernst, borgmästare (även för Vadstena, Skänninge och Gränna)[16]

### 30.Köping
Se Västerås

### 31.Strängnäs
Se Västerås

### 32.Skara
- Nils Ambjörnsson Wahlqvist, rådman (från 5/2 1720)[18] (även för Mariestad, Lidköping, Skövde och Falköping)

### 33.Växjö
- Nils Ekelin, rådman

### 34.Lund
- Zakarias Melander, rådman (även för Ängelholm och Ystad)

### 35.Söderköping
- Magnus Gabriel von Block, rådman i Norrköping

### 36.Hudiksvall
- Hans Bunstedt[19] (från 8/2 1720)

### 37.Mariestad
Se Skara (från den 19/1 1720)

### 38.Karlstad
- Erik Tholerus, rådman

### 39.Härnösand
- Bertil Alander, borgmästare (även för Sundsvall)

### 40.Uleåborg
- Esaias Groop, borgmästare (även för Nykarleby)

### 41.Torshälla
- Johan Hellström, rådman

### 42.Eskilstuna
- Roland Rolandsson, handelsman

### 43.Borås
- Magnus Melander, borgmästare

### 44.Vänersborg
Se Kristinestad (från den 30/1 1720)

### 45.Enköping
Se Örebro

### 46.Sala
Se Falun

### 47.Sigtuna
- Mårten Bergstedt, borgmästare

### 48.Vadstena
Se Linköping

### 49.Skänninge
Se Linköping

### 50.Vasa
- Johan Reinbom, handelsman (från 21/1 1720)[23]

### 51.Lidköping
Se Skara (från 19/1 1720)

### 52.Öregrund
- Erik Kilberg, borgmästare

### 53.Södertälje
Se Nyköping

### 54.Norrtälje
- Börje Brandt, borgmästare

### 55.Hedemora
- Sven Grandel, borgmästare

### 56.Lindesberg
Se Nora

### 57.Nora
- Ulf Kyllenius, borgmästare (även för Lindesberg och Bogesund)

### 58.Eksjö
- Nils Olsson (Ekerodde), borgare

### 59.Uddevalla
- Nils Bagge, rådman

### 60.Askersund
- Anders Abrahamsson, rådman

### 61.Bogesund
Se Nora (från 22/3 1720)

### 62.Hjo
(Ingen riksdagsman)

### 63.Skövde
Se Skara

### 64.Björneborg
- Nils Ahlqvist, borgare[27] (även för Nådendal)

### 65.Raumo
Se Åbo

### 66.Torneå
- Seger Svanberg, borgmästare

### 67.Kristinehamn
- Lars Smidt, rådman

### 68.Sundsvall
Se Härnösand

### 69.Söderhamn
Se Luleå 

### 70.Borgå
(Ingen riksdagsman)

### 71.Nykarleby
Se Uleåborg (från 1/2 1720)

### 72.Gamlakarleby
- Lars Brenner, rådman

### 73.Umeå
- Gabriel Thauvonius, borgmästare

### 74.Piteå
- Erik Dahlgreen, borgmästare

### 75.Luleå
- Anders Malmström, borgmästare (från 27/2 1720)[30] (även för Söderhamn)

### 76.Mariefred
Se Västerås

### 77.Nystad
- Josef (Thomasson) Faberman, borgmästare

### 78.Ekenäs
(Ingen riksdagsman)

### 79.Filipstad
(Ingen riksdagsman)

### 80.Falköping
Se Skara (från 5/2 1720)

### 81.Alingsås
Se Varberg

### 82.Vimmerby
Se Västervik

### 83.Kungälv
- Jonas Ring, rådman (även för Strömstad)

### 84.Sölvesborg
Se Karlshamn

### 85.Laholm
Se Halmstad

### 86.Trosa
- Gustaf Stålbom, borgmästare

### 87.Östhammar
- Johan Sporenberg, borgmästare

### 88.Säter
Se Falun

### 89.Åmål
Se Jakobstad (från 4/2 1720)

### 90.Kristinestad
- Johan Matlien[36]

### 91.Nådendal
Se Björneborg

### 92. (Trelleborg)
(Ingen riksdagsman)

### 93.Skanör
Se Malmö

### 94.Jakobstad
- Carl Borgerus, rådman

### 95.Veckelax
- Baltazar Walentinsson, borgmästare[38]

### 96.Villmanstrand
(Ingen riksdagsman)

### 97.Falkenberg
Se Halmstad

### 98.Kungsbacka
Se Halmstad

### 99.Simrishamn
Se Malmö

### 100.Tavastehus
(ingen riksdagsman)

### 101.Nyslott
(ingen riksdagsman)

### 102.Brahestad
- Gabriel Corte, borgmästare (från 15/1 1720)[40]

### 103.Strömstad
Se Kungälv

### 104.Gränna
Se Linköping

### 105. (Kajana)
(Ingen riksdagsman)
Falsterbo och Vaxholm hade vid denna tid stadsprivilegier, men omnämns inte i protokollet från 1720 års riksdag och nämns inte heller i den rangordning för städerna som då tillämpades.